# 克拉克斯維爾 (佛羅里達州)
克拉克斯維爾（英語：Clarksville）是位於美國佛羅里達州卡爾霍恩縣的一個非建制地區。該地的面積和人口皆未知。

## 地理
克拉克斯維爾的座標為30°26′13″N 85°11′10″W / 30.43694°N 85.18611°W，而該地的平均海拔高度為26米（即118英尺）。